# 221. Sicherungs-Division
De 221. Infanterie-Division en later 221. Sicherungs-Division (Nederlands: 221e Infanteriedivisie / 221e Beveiligingsdivisie) waren Duitse infanteriedivisie's in de Heer tijdens de Tweede Wereldoorlog. De 221e Beveiligingsdivisie was betrokken bij de beveiliging van het Rückwärtigen Heeresgebietes (in de achterhoede gelegen legergebied) van de Heeresgruppe Mitte (Legergroep Midden). Ze nam actief aan oorlogsmisdrijven tegen partizanen (Bandenbekämpfung) en de holocaust deel.

## Geschiedenis divisie

### 221e Infanteriedivisie
Inzetgebied
Polen: september 1939 tot mei 1940
Nazi-Duitsland: mei 1940 tot maart 1941
In augustus 1939 werd de 221e Infanteriedivisie als divisie in de 3e welle in Breslau opgesteld. Kort hierna diende de divisie als reserve voor het 10. Armee (10e Leger) en het 8. Armee (8e Leger). Tijdens de Poolse veldtocht, raakte de divisie van Kalisch naar Bzura. In september 1939 tijdens de beslissende Slag aan de Bzura, volgde nederlaag voor het Poolse leger. Na het einde van de gevechtshandelingen, voerde de 221e Infanteriedivisie beveiligings- en bezettingsopdrachten in het bezette Polen uit. In december 1939 werd elke 4e compagnie van het infanterieregiment tot machinegeweercompagnie omgebouwd. De divisie werd in de OKH-reserve geplaatst. In april 1940 voor de Slag om Frankrijk, werd de divisie naar de Oberrhein verplaatst. In juni 1940 overschreed de divisie bij Marckolsheim de Rijn, en bezette het Elzasser Colmar. Van augustus 1940 tot maart 1941 was de divisie inactief. In maart 1941 volgde de wederinstelling en de verdeling naar de 221e Beveiligingsdivisie, 444e Beveiligingsdivisie en de 454e Beveiligingsdivisie.

### 221. Sicherungs-Division
Inzetgebied
Nazi-Duitsland: maart tot juni 1941
Oostfront, midden sector: juni 1941 tot juli 1944
De 221e Beveiligingsdivisie werd in Breslau uit delen van de 221e Infanteriedivisie opgebouwd. De divisie werd achter de frontlinie van de midden sector in de Sovjet-Unie ingezet. Het was pas tijdens de terugtrekking van de Wehrmacht voor Moskou dat de divisie bij de Legergroep Midden ingezet werd. In juli 1944 moest de divisie na zware verliezen tijdens Operatie Bagration bij Minsk ontbonden.

## Oorlogsmisdaden door de 221. Sicherungs-Division begaan
Volgens haar overeenstemmend beveiligingsorde, was de 221e Beveilingsdivisie bij misdaden van de Wehrmacht in de bezette Sovjetunie betrokken. Het is niet bekend hoeveel soldaten en burgers deze eenheid tijdens de bezetting heeft gedood. Op basis van haar overgebleven meldingen en operationele rapporten, is het echter bekend dat ze het Kommissarbefehl opvolgde. De vrouwelijke leden van het Rode Leger de zogenaamde "Flintenweiber" werden ook doodgeschoten. De grootste brutaliteit werd echter onthuld in de strijd tegen de echte en veronderstelde partizanen. Alleen al tussen 22 juni en 3 juli 1941, werden van de 4004 gevangenen die door de divisie waren geregistreerd, er zeven als commissaris en 323 anderen als „Freischärler“ ("Vrijscharen") gekenmerkt en doodgeschoten. Zoals de bronnen laten zien, blijkt daaruit dat de divisie van midden september tot half november 1941 1847 "partizanen" dood geschoten heeft. Bovendien werden in dezelfde periode in totaal 12.237 verdere "partizanen", "partizanen helpers" en "verdachte van partizanen activiteiten" gearresteerd.
De 221e Beveiligingsdivisie was op zijn minst medeverantwoordelijkheid voor de massale dood van Sovjet-krijgsgevangenen. Het aan de 221e Beveiligingsdivisie ondergeschikt gestelde doorgangskampen was (afgekort:Dulag), waarin de gevangengenomen Sovjet-krijgsgevangenen in eerste instantie ondergebracht werden. Een van de grotere kampen was Dulag 131 in Babroejsk, Wit-Rusland. Van het begin van Operatie Barbarossa, tot aan het begin van maart 1942, was dit kamp onder het commando van de 221e Beveiligingsdivisie gesteld. Vanaf november 1941 werden ongeveer 158.000 Sovjet-krijgsgevangenen in dit soort kampen doorgesluisd. Op 20 november 1941 waren 14.777 van hen overleden als gevolg van slechte accommodatie, maar vooral slechte voeding.
Uiteindelijk werd de 221e Beveiligingsdivisie ook bij de Holocaust betrokken. Zoals blijkt uit de schriftelijke rapporten, waarin herhaaldelijk de executies van Joden genoteerd werd. De grootste excessen werden niet gepleegd door de eenheden van de divisie zelf, maar door de politiebataljons die onder haar bevel gesteld waren. Een van de verschrikkelijkste bloedbaden vond gelijk in een van eerste dagen van de oorlog in de Poolse stad Białystok plaats. Soldaten van het Polizei-Bataillon 309 (309e Politiebataljon) die onder de leiding van Zugführer (pelotonscommandant) Heinrich Schneider diende, doden op 27 juni 1941 tussen de 2000 en 2200 mensen. Waaronder minstens 700 Joodse mannen die levend in de synagoge van de stad werden verbrand. De daaruit ontstane grote brand trof ook grote delen van het stadscentrum, maar ook talrijke bewoners werden slachtoffer van de brand.

## Verliezen van de 221. Sicherungs-Division
Voor de 221e beveiligingsdivisie, met een doelsterkte van 10.267 soldaten tijdens de inzetten van juni 1941 tot december 1943, werden er 9474 soldaten gesneuveld of vermist gedocumenteerd. Waarbij er geen gegevens beschikbaar zijn van de maanden oktober 1942 en september, oktober, november en december 1943, de ontstane onvolledigheid werd door berekende gemiddelden gesloten. De verliezen omvatten 1595 soldaten die gesneuveld zijn en 723 soldaten die vermist zijn. Er zijn ook 7157 gewonden. De verliezen van deze divisie zijn relatief gelijk matig verdeeld over de maanden. In januari 1942 noteerde de divisie bij de inzet aan het front in de winter, een ongewoon groot aantal gewonden. Dit ten gevolge van de kou.

## Decoraties voor de leden van de 221. Sicherungs-Division
De leden van de 221e Beveiligingsdivisie werden voor een divisie aan het Oostfront, relatief weinig onderscheiden. Zeven leden van de divisie werden met het Duits Kruis in goud onderscheiden. 2770 manschappen werden met het IJzeren Kruis 1939 der Tweede Klasse en 184 manschappen met het IJzeren Kruis 1939 der Eerste Klasse onderscheiden. Er waren ook 498 Herhalingsgesp bij IJzeren Kruis 1939 uit beide klassen van het IJzeren Kruis 1939. 4615 manschappen ontvingen het Kruis voor Oorlogsverdienste (1939) met Zwaarden. Terwijl bij fronteenheden de aantallen van IJzeren Kruisen toegekend groter was dan dat van de Kruis voor Oorlogsverdienste, is de verhouding bij de 221e Beveiligingsdivisie juist omgekeerd.

## Commandanten
221e Infanteriedivisie
| Rang                           | Naam             | Begin                               | Eind          | Opmerking |
| ------------------------------ | ---------------- | ----------------------------------- | ------------- | --------- |
| Generalmajor / Generalleutnant | Johann Pflugbeil | 26 augustus 1939 / 1 september 1939 | 15 maart 1941 |           |

221e Beveiligingsdivisie
| Rang                           | Naam                  | Begin                            | Eind                                     | Opmerking                              |
| ------------------------------ | --------------------- | -------------------------------- | ---------------------------------------- | -------------------------------------- |
| Generalleutnant                | Johann Pflugbeil      | 26 augustus 1939 / 15 maart 1941 | 5 juli 1942                              |                                        |
| Generalmajor / Generalleutnant | Hubert Lendle         | 5 juli 1942                      | 1 augustus 1943 / 18 november 1943/ 1944 |                                        |
| Generalmajor                   | Karl Böttger          | 1 augustus 1943                  | 5 september 1943                         |                                        |
| Generalleutnant                | Hubert Lendle         | 5 september 1943                 | Maart 1944                               |                                        |
| Generalleutnant                | Bogislav von Schwerin | 20 februari 1944/ maart 1944     | 28 april 1944                            | Met het commando van de functie belast |
| Generalleutnant                | Hubert Lendle         | 28 april 1944                    | Ontheven van commando                    |                                        |
| Generalmajor                   | Rudolf Sieckenius     | 14 augustus 1944                 | 31 augustus 1944                         | De divisie werd ontbonden.             |

## Eerste Generale Stafofficier (Ia)[19]
221e Infanteriedivisie
| Rang                | Naam                    | Begin            | Eind          | Opmerking |
| ------------------- | ----------------------- | ---------------- | ------------- | --------- |
| Hauptmann i.G.      | Gerhard Michael         | 1 september 1939 | December 1939 |           |
| Major i.G.          | Hans-Ulrich von Oertzen | Januari 1940     | Juli 1940     |           |
| Oberstleutnant i.G. | Heinrich von Bünau      | Augustus 1940    | Maart 1941    |           |

221e Beveiligingsdivisie
| Rang           | Naam                     | Begin            | Eind            | Opmerking |
| -------------- | ------------------------ | ---------------- | --------------- | --------- |
| Hauptmann      | Karl Hübner              | 1 april 1941     | 4 november 1941 |           |
| Major          | Richard Benke            | Februar 1942     | Juni 1942       |           |
| Oberstleutnant | Helmuth Kreidel          | Juli 1942        | September 1943  |           |
| Major          | Fürst zu Castell-Castell | 10 december 1943 | Onbekend        |           |

## Samenstelling van de 221e Infanteriedivisie
- Infanterie-Regiment 350
- Infanterie-Regiment 360
- Infanterie-Regiment 375
- Artillerie-Regiment 221
- Pionier-Bataillon 221
- Feldersatz-Bataillon 221
- Panzerabwehr-Abteilung 221
- Aufklärungs-Abteilung 221
- Nachrichten-Abteilung 221
- Nachschubtruppen 221